# Elizabeth Alderfer
Elizabeth „Liz“ Alderfer (* 5. Februar 1986 in New York, USA) ist eine US-amerikanische Schauspielerin.

## Leben
Alderfer besuchte die New York University und machte dort ihren Abschluss in der Fakultät Tisch School of the Arts in der „Abteilung für Schauspiel“ der Playwrights Horizons Theatre School.
Im Jahr 2009 war sie in ihrer ersten Rolle in dem Kurzfilm „Crown of Thorns“ zu sehen, spielte weiter zunächst vorwiegend in Kurzfilmen mit und hatte mehrere Gastauftritte in US-Fernsehserien. Ihre bekannteste Rolle ist die der Olivia in der Netflix-Serie Disjointed. In einer General-Electric-Werbekampagne war sie als Sarah zu sehen. 2017 spielte sie die Hauptrolle der Ricki in der Tragikomödie Game Day, in der unter anderem auch Romeo Miller als Lucas zu sehen ist. Von 2019 bis 2021 verkörperte sie die Rolle der Lynette in der Serie A.P. Bio, die in Deutschland unter dem Titel Mr. Griffin – Kein Bock auf Schule ausgestrahlt wird.
Seit 2018 ist Alderfer mit dem Ernährungswissenschaftler und Autor Ali Bouzari verheiratet.

## Filmografie (Auswahl)
- 2013: Turtle Island
- 2013: Good Wife (The Good Wife, Fernsehserie, Folge 4x12)
- 2013: Golden Boy (Fernsehserie, Folge 1x07)
- 2013: Sperm Boat (Fernsehfilm)
- 2014: Unforgettable (Fernsehserie, Folge 2x08)
- 2015: Forever (Fernsehserie, Folge 1x15)
- 2015: Eye Candy (Fernsehserie, Folge 1x06)
- 2016: Orange Is the New Black (Fernsehserie, Folge 4x07)
- 2016: The Passing Season
- 2016: Better Off Single
- 2017: Game Day
- 2017–2018: Disjointed (Fernsehserie, 20 Folgen)
- 2019: The Passage (Fernsehserie, Folge 1x04)
- 2019: Bull (Fernsehserie, Folge 4x02)
- 2019–2021: Mr. Griffin – Kein Bock auf Schule (A.P. Bio, Fernsehserie)
- 2021–2022: United States of Al (Fernsehserie, 35 Folgen)
- 2024: Law & Order: Special Victims Unit (Fernsehserie, 1 Folge)